# 下老乡
下老乡，是中华人民共和国广西壮族自治区河池市天峨县下辖的一个乡镇级行政单位。

## 行政区划
下老乡下辖以下地区：
下老村、圭里村、豪明村、雅房村、纳明村、百塘村、罗宜村和纳赖村。